# Rhododendron degronianum
Espèce
Rhododendron degronianum est une espèce de plantes à fleurs de la famille des Ericaceae et du genre Rhododendron. Elle est endémique du Japon .

## Description
Rhododendron degronianum est un arbrisseau à feuilles oblongues pouvant atteindre une hauteur de 4 m. Ses fleurs, de couleur rose pâle, s'épanouissent au printemps.

## Nom vernaculaire
- Azuma Shakunage, Japon

## Répartition
Rhododendron degronianum est une espèce endémique de l'île de Honshū, au Japon.

## Synonymes
- Azalea degroniana (Carr.) Makino
- Rhododendron japonicum var. pentamerum (Maxim.) Hutch.
- Rhododendron metternichii var. degronianum Makino